# Barrage de Poses
Le barrage de Poses ou barrage de Poses-Amfreville est le premier ensemble de barrage-écluses  rencontré sur le cours montant de la Seine à 160 km de son embouchure, dans le département de l'Eure. Depuis 1991, une petite centrale hydroélectrique  lui a été adjointe afin de profiter de la chute d'eau.

## Historique

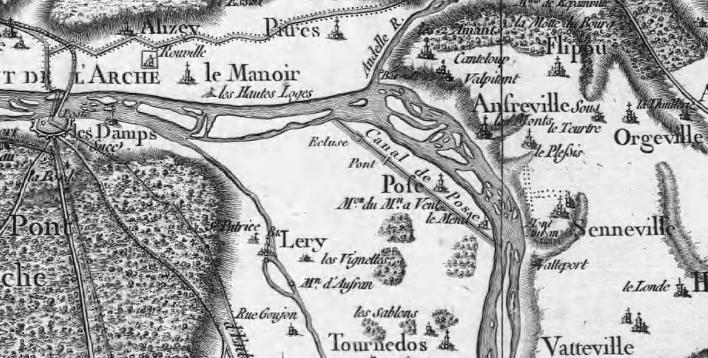
Poses sur la carte de Cassini, fin du XVIIIe siècle.

Au XVIIIe siècle, le sommet de la boucle de Poses était encombré de nombreuses îles qui gênaient la navigation fluviale sur la Seine. Un canal d'environ 4 à 5 km qui coupe l'intérieur de la boucle aurait été creusé et muni d'une écluse tracée sur la carte de Cassini ; on n'en retrouve plus trace aujourd'hui. Ce canal n'a peut-être été qu'un projet car il n'apparaît pas sur toutes les versions des cartes de Cassini.
Le barrage et ses écluses ont été construits de 1878 à 1881. Le barrage est de type à déversoir mobile, l'eau passant au-dessus de la structure mobile. Il est constitué de poutres métalliques et de bardages de béton. Il a été mis au point par l'ingénieur en chef des ponts et chaussées Édouard Caméré, et réalisé sous la direction de l'ingénieur Clerc. Il est inauguré le 3 juillet 1887. Il était à l'époque le barrage avec la retenue la plus élevée (5,35 m) et la chute d'eau la plus forte (4 m). Il a entraîné une élévation du niveau de la Seine de près d'1,20 m en amont du barrage. Au cours des travaux de construction, la confluence de la rivière Andelle a été déplacée d'environ 100 mètres vers l'aval.

## Situation

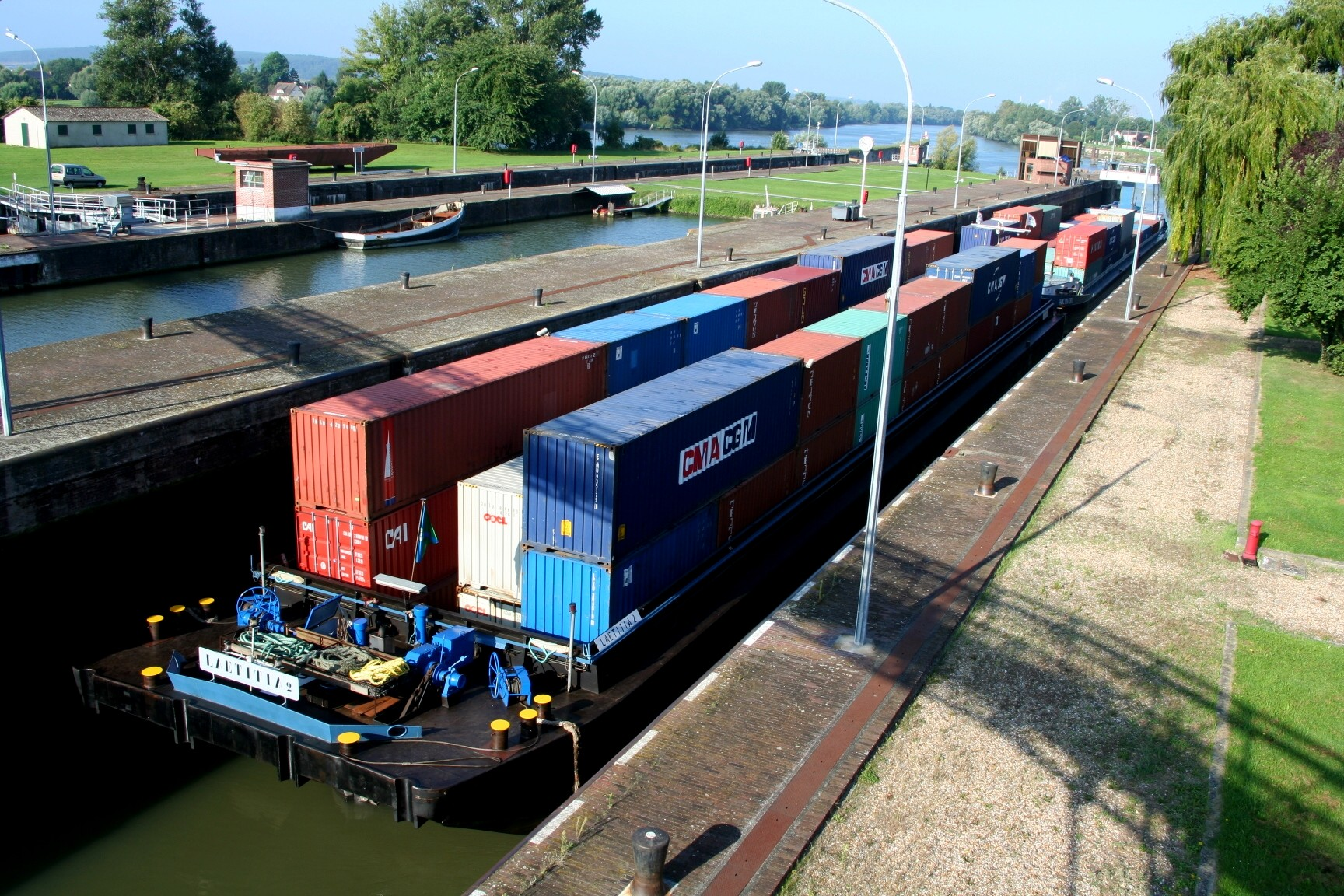
Les écluses.

L'ensemble des constructions se situe entre les communes de Poses sur la rive gauche et Amfreville-sous-les-Monts sur la rive droite. Une passerelle surmonte l'ensemble des installations et permet le passage des piétons et cyclistes au-dessus du fleuve.
En partant de Poses, on rencontre successivement au long des 235 mètres :
- la chambre d'observation des poissons et l'échelle de remontée (1991) ;
- la petite centrale hydroélectrique (1991) ;
- le barrage proprement dit et ses six passes (huit avant la construction de la centrale) ;
- la partie nord de la Grande Île ;
- les deux écluses parallèles.

## Caractéristiques techniques
- hauteur de retenue de 5,5 à 8 mètres
- débit moyen : 480 m3/s
- crue décennale : 2 200 m3/s
- crue de 1910 : 3 000 m3/s
- étiage quinquennal : de 100 à 200 m3/s
- puissance de la centrale électrique : 8 mégawatts, 4 turbines

## Les dispositifs écologiques
Une chambre d'observation des poissons remontant la Seine est ouverte au public : à travers une vitre, on peut observer les poissons migrateurs qui utilisent l'échelle de remontée.
Sur l'estuaire de la Seine (zone allant de l'aval du barrage de Poses à la partie orientale de la baie de Seine), le programme de recherche scientifique Seine-Aval assure le transfert des résultats de cette recherche vers ses membres, la communauté scientifique et les usagers de l'estuaire. Les domaines de recherche sont multiples : étude des contaminants présents dans l'eau ou les sédiments, compréhension de l'impact des aménagements sur la présence d'espèces vivantes et sur le transport des sables, détermination de l'état de santé des espèces présentes dans l'estuaire…